# Калитины
Калитины — русский дворянский род, младшая ветвь князей Шелешпанских.

## Происхождение и история рода
У князя Афанасия Юрьевича Шелешпанского по родословной было три сына: Даниил, Калита (Долгоруков называет его Никита) и Иван, который похолопился и в Дворовой тетради (1550) записано: По смотру и по десятне Третьяка Дубровина в холопех и умре". Калита в родословных показан без потомства, но с уверенностью можно утверждать, что Калита имел детей и стал родоначальником рода Калитиных. Опричником Ивана Грозного (1573) числился Фёдор Калитин.
О его детях Калиты, можно предположить, что их звали Иван и Петр. Вероятно, о внуке Калиты помещена запись в синодик: «Оубьен быс князь Петр Иоанович Калитин на государево службе под Калугою на сырной неделе. А как ему памят и година, того не упомним». Погибнуть под Калугой Пётр Иванович мог (1606), так как в этот год там прошло несколько кровопролитных сражений. О деятельности князя Петра известно только то, что в (1602—1604) он служил по Ярославлю с окладом 500 четвертей, а в походе против самозванца (1604) был назначен в полк Михаила Глебовича Салтыкова. Судя по всему, князь Семен Иванович Калитин был братом Петра. Первый раз мы встречаем Семёна (1592) в качестве патриаршего сына боярского, служившего по Костроме. В Соцком стане Костромского уезда находилось его поместье, и там же он выполнял поручения патриарха, наделяя поместьями патриарших дворян. Умер Семён Иванович около (1619), потому что в этом году его вдова Аксинья с сыновьями Андреем и Иваном Семеновичами получила от патриарха Филарета жалованную, ввозную и несудимую грамоту на костромское поместье мужа. Синодик сообщает причину смерти князя Семена: «Оубьен быс князь Семен Иоанович Калитин Шелешпалъской на государеве службе, как пошли государевы воеводы с Угры». Сыновья Семена Ивановича, вероятно, тоже служили патриарху, так как получили от него отцовское поместье, тем более что внук князя Семена Иван Андреевич был патриаршим стольником. Только (1674/1675) он участвовал более чем в двадцати церемониях. Сын Ивана Андреевича князь Григорий также служил патриарху и владел поместьем в Соцком стане Костромского уезда. Двоюродным братом князей Петра и Семена Ивановичей был Матфей Петрович. О нём нет никакой информации, кроме записи в Синодике: «Лета 7124-го (1616) году оубьен быс князь Матфеи Петрович Шелешпольской Калитин на государево службе под Москвою. А как ему помят и година, того не упомним». Ветвь Калитиных на протяжении четырёх поколений служила патриарху Всея Русии и заняла при его дворе довольно высокое положение, но служба патриарху открывала меньше возможностей и поэтому была менее престижной.
Матвей Кошка-Калитин был ясельничим в 1495 году.
Дворяне с 1693 года. Первым в этот статус был введён Савва Иванов сын Калитин. Фамилия Калитин от тюркского Калита-калта «мешок, кошелёк»
Никита Иванович Калитин новгородский дворянин — вступил в начале XVII века на шведскую службу и был возведён королём Густавом-Адольфом в шведское дворянское достоинство в 1620 году. Потомство его ещё существовало в середине XIX века в Финляндии.
Другая ветвь Калитиных осталась в России и была внесена в VI и II части родословной книги Псковской губернии. Известны братья Калитины:
- Калитин, Пётр Петрович (1853—1927) — русский генерал.
- Калитин, Павел Петрович (1846—1877) — подполковник, герой русско-турецкой войны 1877—1878 гг.

## Описание герба
В щите, имеющем голубое поле, изображены копьё, меч и по сторонам оных три шестиугольных золотых звезды.
Щит увенчан дворянскими шлемом и короною с стремя на оной страусовыми перьями. Намёт на щите голубой, подложенный золотом (Гербовник, X, 100).
Герб шведских Калитиных — серебряный скачущий всадник на коне в лазоревом поле — см. Флаг Калитинского сельского поселения.

## Известные представители
- Калитин Богдан Андреевич — Владимирский городовой дворянин (1627—1629).
- Калитин Иван Уварович — дьяк, воевода в Киеве (1673—1675).
- Калитин Иван — патриарший дьяк (1676).
- Калитин Алексей Иванович — стольник (1680—1692), воевода в Кунгуре (1697—1698).
- Калитин Пётр Иванович — стольник царицы Прасковьи Фёдоровны (1686), стольник (1687).[13][14].